# Milena Raičević
Milena Raičević, née Milena Knežević le 12 mars 1990 à Podgorica, est une handballeuse monténégrine évoluant au poste d'arrière gauche ou de demi-centre.
En club, elle a évolué la majeure partie de sa carrière au Budućnost Podgorica.

## Palmarès

### Club
compétitions internationales
- vainqueur de la Ligue des champions en 2012 et 2015 (avec ŽRK Budućnost Podgorica)
- vainqueur de la Coupe des coupes en 2010 (avec ŽRK Budućnost Podgorica)

compétitions nationales 
- vainqueur du Championnat du Monténégro en 2008, 2009, 2010, 2011, 2012, 2013, 2014, 2015, 2016, 2017, 2018 et 2019 (avec ŽRK Budućnost Podgorica)
- vainqueur de la Coupe du Monténégro
- vainqueur de la Coupe du Monténégro en 2008, 2009, 2010, 2011, 2012, 2013, 2014, 2015, 2016, 2017, 2018 et 2019 (avec ŽRK Budućnost Podgorica)
- vainqueur du Championnat de Turquie en 2022

### En équipe nationale
Jeux olympiques
- médaille d'argent aux Jeux olympiques de 2012[4] en  Grande-Bretagne
- 11e place aux Jeux olympiques de 2016

Championnats d'Europe
- 6e place au Championnat d'Europe 2010
- vainqueur du Championnat d'Europe 2012
- 4e place au Championnat d'Europe 2014
- 13e place au Championnat d'Europe 2016
- 9e place au Championnat d'Europe 2018
- médaille de bronze au Championnat d'Europe 2022
- 8e place au Championnat d'Europe 2024

Championnats du monde
- 10e place au Championnat du monde 2011
- 11e place au Championnat du monde 2013
- 8e place au Championnat du monde 2015
- 6e place au Championnat du monde 2017
- 5e place au Championnat du monde 2019

Autres compétitions
- médaille de bronze aux Jeux méditerranéens de 2009 en  Italie[5]
- troisième du Championnat du monde junior 2010 en  Corée du Sud

### Distinctions personnelles
- Joueuse de l'année aux Balkans: 2013 [6]
- Joueuse de l'année au Monténégro (2): 2009[7], 2012[8]
- Deuxième meilleure buteuse (41 buts) au Championnat d'Europe 2012 en Serbie[9]
- Meilleure passeuse (29 passes décisives) au Championnat d'Europe 2012 en Serbie[9]

### Distinctions personnelles (jeune/junior)
- Jeune joueuse de l'année au Monténégro (1): 2007[10]
- Élue meilleure arrière gauche du Championnat du monde junior 2010 en  Corée du Sud[11]
- Meilleure buteuse (65) au Championnat d'Europe jeune 2007 en Slovaquie[12]